# Castello di Casarasco
Il castello di Casarasco è una rocca del IX secolo e si erge tra le colline dell'Oltrepò Pavese nel comune di Val di Nizza, in provincia di Pavia.
In passato ha avuto una gloriosa storia grazie alla torre costruita dagli Obertenghi a dominio della valle che aveva con ogni probabilità funzione di controllo.
Quello di Casarasco è sicuramente uno dei più antichi castelli costruiti in Valle Staffora.

## Storia
Il castello è di origine molto antica. Apparteneva dapprima ad un ramo locale della famiglia degli Obertenghi e successivamente ai Malaspina, loro discendenti.
È citato nelle carte antiche come Casalazio o Casalasco e, del castello, si fa riferimento nel Breviarium dei possedimenti dell'abbazia di Bobbio nel sec. X.
Il castello di Casarasco è menzionato anche nel 1164 nell'investitura di Federico Barbarossa quando il castello fu riconfermato alla famiglia Malaspina.
A partire dal primo millennio e nei secoli a seguire, il nome del castello fu sempre messo in relazione con la vicina abbazia di S. Alberto di Butrio: la leggenda narra di un miracolo che compì sant'Alberto ridando la parola al giovane sordo muto, figlio dell'allora signore di Casalasco.
Poche sono le notizie che riguardano la storia di quest'antico maniero. 
Alcuni documenti significativi parlano di Spinetta Malaspina, nipote di Antonio di Valverde, che vendette nel 1453 Casarasco al Marchese Silvestro, figlio illegittimo di Niccolò Malaspina di Filattiera (Massa Carrara), nonché della vendita non andata a buon fine perché priva del regio consenso, che Francesca Malaspina, figlia del Marchese Corrado, fece del feudo a Francesco Antonio Spinola nel 1655, poi perfezionata nel 1687 a favore di Pietro Francesco Malaspina, Signore di Casarasco.
I diversi passaggi di proprietà del castello si perdono nei secoli fino ad arrivare ai giorni nostri, in cui l’edificio è frazionato in alcune proprietà private.

## L'edificio
Dell'antico castello che spicca in cima all'altura rimane solo l'ala rivolta verso nord. Esso si caratterizza per un robusto torrione con un'orditura di masselli squadrati, a fianco del quale si apre un portoncino d'ingresso con soprastante archivolto a sesto leggermente acuto, che dà accesso al cortile interno in quella che probabilmente era la piazza d’armi. Probabilmente a pianta quadrilatera, la costruzione non presenta tracce di merlatura. 
L'antica torre è stata abbassata in occasione della costruzione del tetto a una falda, conserva alcune stanze delle dimensioni originarie. Sul lato sinistro della costruzione è posta una lastra in arenaria sulla quale sono incisi due rami spinati separati da una croce riferimento indubbio allo stemma della nobile famiglia Malaspina.

Significativa la depressione antistante alla torre e il lato della facciata che fa pensare all'esistenza di un remoto vallicello, mentre sul lato sud del cortile sopravvivono pochi resti delle fondamenta di un tratto di bastione a sostegno del terrapieno.

## Escursioni
La rocca di Casarasco fa parte di un percorso naturalistico denominato “Sentiero delle fontane”,
È un percorso di sette chilometri (con un dislivello di 200 m) immerso in un paesaggio rurale d’altri tempi, dove piccoli borghi contadini, con le classiche case in sasso, si alternano a zone di bosco incontaminato e a panorami su Alpi ed Appennini. 
Il sentiero si snoda all’interno di zone boschive ed è costellato da sorgenti e fontane, da cui prende appunto il nome.